# Imagine Dragons Live in Vegas
«Imagine Dragons Live in Vegas» es el cuarto álbum en vivo de la banda estadounidense de pop rock Imagine Dragons. Grabado en la presentación que la agrupación realizó el 10 de septiembre de 2022 en el Allegiant Stadium de Las Vegas, Nevada, durante el «Mercury World Tour», fue lanzado primeramente como una película de concierto el 14 de julio de 2023, a través del servicio de suscripción en línea Hulu en los Estados Unidos y Disney+ en el resto del mundo, y publicado en plataformas musicales el 28 de julio de ese mismo año, por medio de KIDinaKORNER e Interscope Records. El álbum sería editado y lanzado en vinilo el 6 de octubre de 2023. Fue producido por Imagine Dragons y precedido por un sencillo, una versión en vivo de la canción «Believer».

## Antecedentes
Tras una pausa indefinida de poco más de 3 años, Imagine Dragons se reunió con el productor Rick Rubin para trabajar en lo que sería su quinto álbum de estudio. Sin embargo, durante la producción, el vocalista Dan Reynolds se dio cuenta de que había dos temas diferentes en los que estaban trabajando, por lo que era necesario abordarlo en dos discos. Fue así que, el 3 de septiembre de 2021, la banda publicó «Mercury – Act 1» como la primera mitad de su quinto álbum, el cual recibió críticas mixtas por los especialistas de la música. Para apoyar su lanzamiento, la banda anunció el inicio de su cuarta gira de conciertos a nivel mundial, titulado «Mercury World Tour», el cual contó originalmente con dos etapas en Norteamérica y Europa.
Posterior al lanzamiento de «Mercury – Act 1», la banda nuevamente volvió a reunirse con Rick Rubin en su estudio para terminar de producir las canciones que integrarían la segunda mitad de su quinto álbum. Luego del estreno de «Bones», la agrupación anunció que «Mercury – Act 2» sería lanzada junto a su predecesor en un álbum doble de 32 canciones, conformando así su quinto álbum de estudio titulado «Mercury – Acts 1 & 2», lanzado el 1 de julio de 2022 y cuya recepción fue mixta tanto por los críticos cómo por los fans. Tras su anuncio, la banda publicó nuevas fechas para la gira que se llevarían a cabo en Norteamérica, Asia y África, con el concierto en Las Vegas, Nevada anunciado formalmente junto a las nuevas fechas en los Estados Unidos.

## Grabación
«Live in Vegas» fue grabado el 10 de septiembre de 2022 en el Allegiant Stadium de Las Vegas, Nevada, durante la tercera etapa del «Mercury World Tour» llevada a cabo en los Estados Unidos. Previamente, el recinto apareció brevemente en el video musical de la canción «Sharks», el segundo sencillo de «Mercury – Acts 1 & 2». El concierto fue anunciado como un lleno total y se llevó a cabo por una sola noche. La presentación fue filmada enteramente tanto en video como en audio, y muestra el repertorio de canciones que hasta entonces había sido modificado para agregar más canciones de «Mercury – Act 2», pero conservando en su mayoría algunos temas de «Mercury – Act 1».
El espectáculo también contó con la participación de la empresa de entretenimiento Cirque du Soleil durante la interpretación en vivo de «Sharks». Previamente, Cirque du Solei hizo una aparición en el video musical de la canción y durante una presentación de «Radioactive» en Las Vegas a finales de 2013.
Sin embargo, el álbum omite varios de los comentarios y diálogos que el vocalista Dan Reynolds otorgaba previo a la interpretación de cada canción. Asimismo, no fueron añadidos los poemas introductorios que aparecen en los temas «My Life», «Birds», «Enemy» y «On Top of the World». De igual forma, el tema acústico «One Day» no forma parte del listado de canciones de la versión en vinilo del álbum y la instrumentación de la canción «Symphony» sólo aparece en los créditos finales en video y no forma parte de la versión digital o en el vinilo de «Live in Vegas», así como el cover acústico que la banda interpretó en el concierto, «Forever Young» de Alphaville.

## Lista de canciones
| Imagine Dragons Live in Vegas |                                              |          |  |
| N.º                           | Título                                       | Duración |  |
| 1.                            | «My Life» (Live in Vegas)                    | 3:08     |  |
| 2.                            | «Believer» (Live in Vegas)                   | 4:35     |  |
| 3.                            | «Las Vegas, Our Home» (Live in Vegas)        | 1:16     |  |
| 4.                            | «It's Time» (Live in Vegas)                  | 5:01     |  |
| 5.                            | «I'm So Sorry» (Live in Vegas)               | 4:42     |  |
| 6.                            | «Thunder» (Live in Vegas)                    | 4:37     |  |
| 7.                            | «Birds» (Live in Vegas)                      | 3:38     |  |
| 8.                            | «Follow You» (Live in Vegas)                 | 3:39     |  |
| 9.                            | «Lonely» (Live in Vegas)                     | 4:58     |  |
| 10.                           | «Natural» (Live in Vegas)                    | 4:16     |  |
| 11.                           | «Next to Me» (Acoustic) (Live in Vegas)      | 3:54     |  |
| 12.                           | «I Bet My Life» (Acoustic) (Live in Vegas)   | 3:45     |  |
| 13.                           | «One Day» (Acoustic) (Live in Vegas)         | 4:04     |  |
| 14.                           | «Whatever It Takes» (Live in Vegas)          | 5:32     |  |
| 15.                           | «Younger» (Live in Vegas)                    | 3:43     |  |
| 16.                           | «Sharks» (Live in Vegas)                     | 3:53     |  |
| 17.                           | «Enemy» (Live in Vegas)                      | 3:53     |  |
| 18.                           | «I'm Happy» (Live in Vegas)                  | 3:37     |  |
| 19.                           | «Demons» (Live in Vegas)                     | 4:23     |  |
| 20.                           | «On Top of the World» (Live in Vegas)        | 3:47     |  |
| 21.                           | «Bones» (Live in Vegas)                      | 4:04     |  |
| 22.                           | «Radioactive» (Live in Vegas)                | 5:27     |  |
| 23.                           | «Walking the Wire / My Life» (Live in Vegas) | 6:32     |  |
| 1:36:26                       |                                              |          |  |

## Créditos
Adaptados de las notas del vinilo de «Imagine Dragons Live in Vegas».
Imagine Dragons Live in Vegas
- Todas las canciones son interpretadas por Imagine Dragons.
- Cortesía de KIDinaKORNER/Interscope Records.
- Grabadas en: Allegiant Stadium (Las Vegas, Nevada).
- Mezcladas por: Wayne Sermon, Sal Ojeda, Cameron Frankley y Chris Jenkins.
- Mezcladas en: “Number Nine Studios”  y “The Mail Room UMG” (Valley Village, California, Estados Unidos).
- Editadas por: Alberto Gabriel Cruz, Doug Wingert y Robert Stambler.
- Masterizadas por: Randy Merrill.
- Masterizadas en: “Sterling Sound” (Nueva York).
- Técnico de Mezcla para Película: Alberto Gabriel Cruz.

Imagine Dragons
- Dan Reynolds: Voz, voces de fondo.
- Wayne Sermon: Guitarra, voces de fondo.
- Ben McKee: Bajo, voces de fondo.
- Daniel Platzman: Batería, percusión y voces de fondo.

Miembros en el escenario
- Elliot Schwartzman: Teclados, voces de fondo.

Legal, Fotografía y Diseño
- Management:
  - Mac Reynolds

- Legal:
  - Robert Reynolds – Reynolds & Associates

- Business Manager:
  - Alice Lee, Vanessa Magicostas –Tribeca Management

- Booking:
  - Corrie Martin – Wasserman Music

- U.K. / Europe Booking:
  - James Whitting – Wasserman Music

- Publicity:
  - Hillary Siskin – Interscope
  - Carleen Donoval – The Oriel CO

- KIDinaKORNER Records
  - Alex Da Kid

- Interscope Records
  - John Janick, Steve Berman

- A&R:
  - Sam Riback

- Marketing:
  - Brittany Nguyen, Nick Miller

- Creative
  - Michelle An, Jared Shelton

- Digital:
  - Chris Mortimer, Spencer Swayze

- Photography
  - Matt Eastin & TV Arnold

- Design:
  - Rouxx of Greatworks